# سه‌آشان
"سێ" در زبان کردی به معنی سه (۳) و " ئاش " به معنی آسیاب می‌باشد. "سێ ئاشان 3Ashan" یعنی سه آسیاب که نام یکی از محله‌های قدیمی شهر مهاباد است. این محله از شمال به رودخانه "یرغو" از شرق به "محله مجبورآباد" (دانشگاه آزاد اسلامی فعلی) و از غرب به "خیابان زند" (شهید شهریکندی)
فعلی و از جنوب به تپهٔ " داش آ مجید " منتهی می‌شود. وجه تسمیه این نام‌گذاری برمیگردد.
به وجود سه آسیاب آبی که از سال‌ها قبل در این محله وجود داشته و به همین نام هم خوانده می‌شود. هرچند در طول سالهای اخیر نام‌های متفاوتی بر این محله گذاشته شد (خلفای راشدین) و (کارگر) اما مردم محل هنوز در گفتگوهای خود و حتی در مکاتبات رسمی نام سه آسیاب (سێ ئاشان) را بکار می‌برند.